# Spilosmylus fuscomaculatus
Spilosmylus fuscomaculatus är en insektsart som beskrevs av Tim R. New 1989. Spilosmylus fuscomaculatus ingår i släktet Spilosmylus och familjen vattenrovsländor. Inga underarter finns listade i Catalogue of Life.